# Перонизъм
Перонѝзмът (на испански: Peronismo) е аржентинско политическо движение с близка до фашизма идеология. То е създадено в средата на XX век от бъдещия президент Хуан Перон, като перонистката Хустисиалистка партия играе водеща роля в аржентинската политика и в наши дни. Основните принципи на перонизма са постигане на социална справедливост, икономическа независимост и политически суверенитет чрез отхвърляне на капитализма и комунизма за сметка на корпоративизма.